# Phidippus vexans
Phidippus vexans là một loài nhện trong họ Salticidae.
Loài này thuộc chi Phidippus. Phidippus vexans được Edwards miêu tả năm 2004.